# Oenopides
Oenopides van Chios (Oudgrieks: Οινοπίδης ο Χίος) was een wis- en sterrenkundige uit de Griekse Oudheid, die leefde omstreeks 450 v.Chr. Hij werd kort na 500 v.Chr. geboren op het eiland Chios, maar was vooral werkzaam in Athene.

## Sterrenkunde
Als sterrenkundige is Oenopides' belangrijkste wapenfeit dat hij de hoek tussen de hemelequator en de dierenriem (de baan van de Zon aan de hemel) bepaalde op 24°. In feite komt dat neer op een meting van de helling van de aardas. Oenopides' 24° bleef twee eeuwen lang de standaardwaarde, totdat Eratosthenes een nauwkeuriger meting deed.
Oenopides bepaalde ook een waarde voor het zogenoemde Grote Jaar, dat wil zeggen de kortste periode die gelijk is aan zowel een geheel aantal jaren als een geheel aantal maanden. Na een Groot Jaar herhalen zich de standen van Zon en Maan; hiermee zijn dus zons- en maansverduisteringen te voorspellen. In de praktijk werkt deze methode alleen bij benadering, omdat de verhouding tussen de lengtes van jaar en maand niet exact gelijk is aan een eenvoudige breuk en doordat bovendien de baan van de Maan voortdurend varieert.
Oenopides bepaalde de waarde van het Grote Jaar op 59 jaar, wat overeenkomt met 730 maanden. Dat was geen perfecte benadering, want 59 (siderische) jaren tellen 21550,1 dagen en 730 (synodische) maanden zijn 21557,3 dagen. Er is een verschil van zeven dagen. Bovendien zijn er de variaties in de maanbaan. Een periode van 59 jaar had wel als voordeel dat hij ook in benadering overeenkwam met een geheel aantal omlopen rond de Zon van verschillende planeten, zodat hun posities zich eveneens na verloop van het Grote Jaar ongeveer herhaalden. Vóór Oenopides werd uitgegaan van een Groot Jaar van acht zonnejaren (= 99 maanden). Kort na hem, in 432 v.Chr., vonden Meton en Euctemon de betere waarde van achttien jaar oftewel 223 maanden (de zogeheten Saros).

## Wiskunde
Waar Oenopides als sterrenkundige zich vooral op onderwerpen van praktisch belang richtte, schijnt hij als wiskundige vooral een methodoloog te zijn geweest die erop uit was de meetkunde aan strengere theoretische eisen te laten voldoen. Zo introduceerde hij het onderscheid tussen 'stellingen' en 'problemen': in beide moet een opgave worden opgelost, maar een stelling is bedoeld als een theoretische bouwsteen waarop vervolgens weer wordt voortgebouwd, terwijl een probleem een opzichzelfstaande exercitie is zonder wijdere betekenis.
Ook van Oenopides afkomstig lijkt het voorschrift dat meetkundige constructies dienden te worden uitgevoerd met geen andere hulpmiddelen dan passer en richtliniaal. In dit verband is zijn naam verbonden aan twee constructies: om een loodlijn vanuit een gegeven punt neer te laten op een gegeven rechte, en om een rechte te construeren die evenwijdig is aan een andere rechte en gaat door een gegeven punt. Daarnaast wordt hij vaak genoemd in verband met de kwadratuur van de cirkel. Hij was de eerste die daar duidelijke regels voor opstelde.

## Overige terreinen
Aan Oenopides worden op verschillende andere terreinen nog opvattingen toegeschreven waarvan niet duidelijk is hoe betrouwbaar de overlevering is.
- Een verklaring waarom de Nijl in de zomer overstroomt. Op basis van waarnemingen van de temperatuur van water in diepe putten zou Oenopides hebben geconcludeerd dat grondwater 's zomers kouder is dan 's winters. Wanneer er regen viel en de bodem in sijpelde, zou die in de winter door de warmte in de grond weer kunnen verdampen. Maar in de zomer, als het grondwater kouder was, was er minder verdamping en moest het wateroverschot zich een weg banen in de overstromende Nijl.
- Oenopides zou geloofd hebben dat de Zon vroeger in een baan langs de Melkweg had bewogen. Uit afschuw over een maaltijd waarbij de mythologische figuur Thyestes door zijn broer zijn eigen zoon kreeg voorgeschoteld, zou de Zon zijn weggevlucht naar de dierenriem.
- Oenopides zou het heelal hebben gezien als een levend wezen, met God of het goddelijke als ziel.
- Als oersubstantie van het heelal zou hij lucht en vuur hebben beschouwd.